# Ente federale per la gestione delle emergenze
L'Ente federale per la gestione delle emergenze (in inglese: Federal Emergency Management Agency; FEMA) è un'agenzia del governo degli Stati Uniti d'America, facente parte del Dipartimento della Sicurezza Interna degli Stati Uniti d'America, che svolge funzione di protezione civile.

## Storia
Prima della sua costituzione, la politica sulla gestione dei disastri era demandata a varie agenzie federali e solo per particolari competenze, in seguito l'agenzia venne prevista col piano presidenziale di riorganizzazione di Jimmy Carter n. 3 del 1978 per la cui attuazione vennero emanati due ordini esecutivi ovvero il numero 12127 e il numero 12148 del 1979.

## Attività
Normalmente la gestione delle emergenze avviene a livello statale e l'ente interviene solo quando governatore di uno stato federato degli Stati Uniti dichiari lo stato d'emergenza e ne chieda l'intervento.
Lo scopo primario dell'agenzia governativa è quello di coordinare a livello federale la risposta a un eventuale disastro occorso all'interno del territorio statunitense. L'unico caso in cui la FEMA possa intervenire d'ufficio sono quando si verifichi un incidente o un disastro naturale a danno di territori e beni di proprietà federale.

## Cronologia dei direttori
Elenco dei direttori dell'ente:
| Direttore           | Periodo          |
| ------------------- | ---------------- |
| Gordon Vickery      | 1979             |
| Thomas Casey        | 1979             |
| John Macy           | 1979-1981        |
| Bernard Gallagher   | 1981             |
| John W. McConnell   | 1981             |
| Louis O. Giuffrida  | 1981-1985        |
| Robert H. Morris    | 1985             |
| Julius W. Becton    | 1985-1989        |
| Robert H. Morris    | 1989-1990        |
| Jerry D. Jennings   | 1990             |
| Wallace E. Stickney | 1990-1993        |
| William C. Tidball  | 1993             |
| James Lee Witt      | 1993-2001        |
| John Magaw          | 2001             |
| Joe Allbaugh        | 2001-2003        |
| Michael D. Brown    | 2003-2005        |
| R. David Paulison   | 2005-2009        |
| Nancy L. Ward       | 2009             |
| W. Craig Fugate     | 2009-2017        |
| Robert Fenton       | 2017             |
| Brock Long          | 2017-2019        |
| Pete Gaynor         | 2019-2021        |
| Bob Fenton          | 2021-2021        |
| Deanne Criswell     | 2021 - in carica |